# 雙刺折尾蝦
雙刺折尾蝦（学名：Uroptychus bispinatus）为劣柱蝦科折尾蝦屬下的一个种。